# Domingo Cirici Ventalló
Domingo Cirici Ventalló (Tarrasa, 1878 - Madrid, 9 de diciembre de 1917) fue un periodista y escritor carlista español.

## Biografía
Trabajó en varios periódicos de Barcelona, hasta que en octubre de 1909 se trasladó a Madrid para colaborar con el El Correo Español, llamado por su director Salvador Morales Marcén y por indicación de Juan Vázquez de Mella, que lo conocían de Barcelona. En este periódico trabajó hasta su muerte, publicando centenares de artículos, e hizo famosa la sección Del mentidero.
Escribió algunas obras, generalmente satíricas y de fantasía política. Fue también redactor del Diario de Valencia, con Luis Lucia y Martín y Mengod; de El Mentidero, con Delgado Barreto; y de El Fusil, con Arrufat Mestres.
Fue candidato a diputado a Cortes en dos ocasiones, pero no logró ser elegido. Fue padre del escritor y guionista Matías Cirici-Ventalló.
Domingo Cirici Ventalló era considerado por Luis Lucia Lucia como el mejor periodista de España.

## Obras
- La República española en 191...: fantasía política (1911)
- Memorias de Muñoz Villena: fantasía de costumbres políticas contemporáneas (1912)
- La Peregrinación de la lealtad: Don Jaime en España y los jaimistas en el extranjero (1913)
- El secreto de lord Kitchener: fantasía sobre la Guerra Europea (1914)
- Sátiras políticas (1916)
- La tragedia del diputado Anfrúns : novela de costumbres políticas contemporáneas (1917)
- Vida de don Jaime de Borbón (s.d.)[6]